# Học viện bóng đá Southampton
Học viện bóng đá Southampton là học viện đạo tạo bóng đá của câu lạc bộ Southampton tại miền nam nước Anh nhằm khuyến khích và phát triển tài năng bóng đá trẻ. Học viện hiện có 8 đội trẻ.
- Đội U-18
- Đội U-16
- Đội U-14
- Đội U-13
- Đội U-12
- Đội U-11
- Đội U-10
- Đội U-9

## Những cầu thủ đào tạo thành danh
Học viện CLB Southampton có thể được coi là học viện đào tạo chuyên nghiệp khi họ là đội từng đào tạo Theo Walcott, Wayne Bridge, Alex Oxlade-Chamberlain của Anh và Gareth Bale của Xứ Wales ngoài ra họ còn đào tạo được nhiều cầu thủ khác như Nathan Dyer, Andrew Surman hay Adam Lallana và tương lai có thể là Phan Văn Đại